# Cavendishia complectens
Cavendishia complectens är en ljungväxtart. Cavendishia complectens ingår i släktet Cavendishia och familjen ljungväxter.

## Underarter
Arten delas in i följande underarter:
- C. c. complectens
- C. c. striata
- C. c. cylindrica

## Bildgalleri

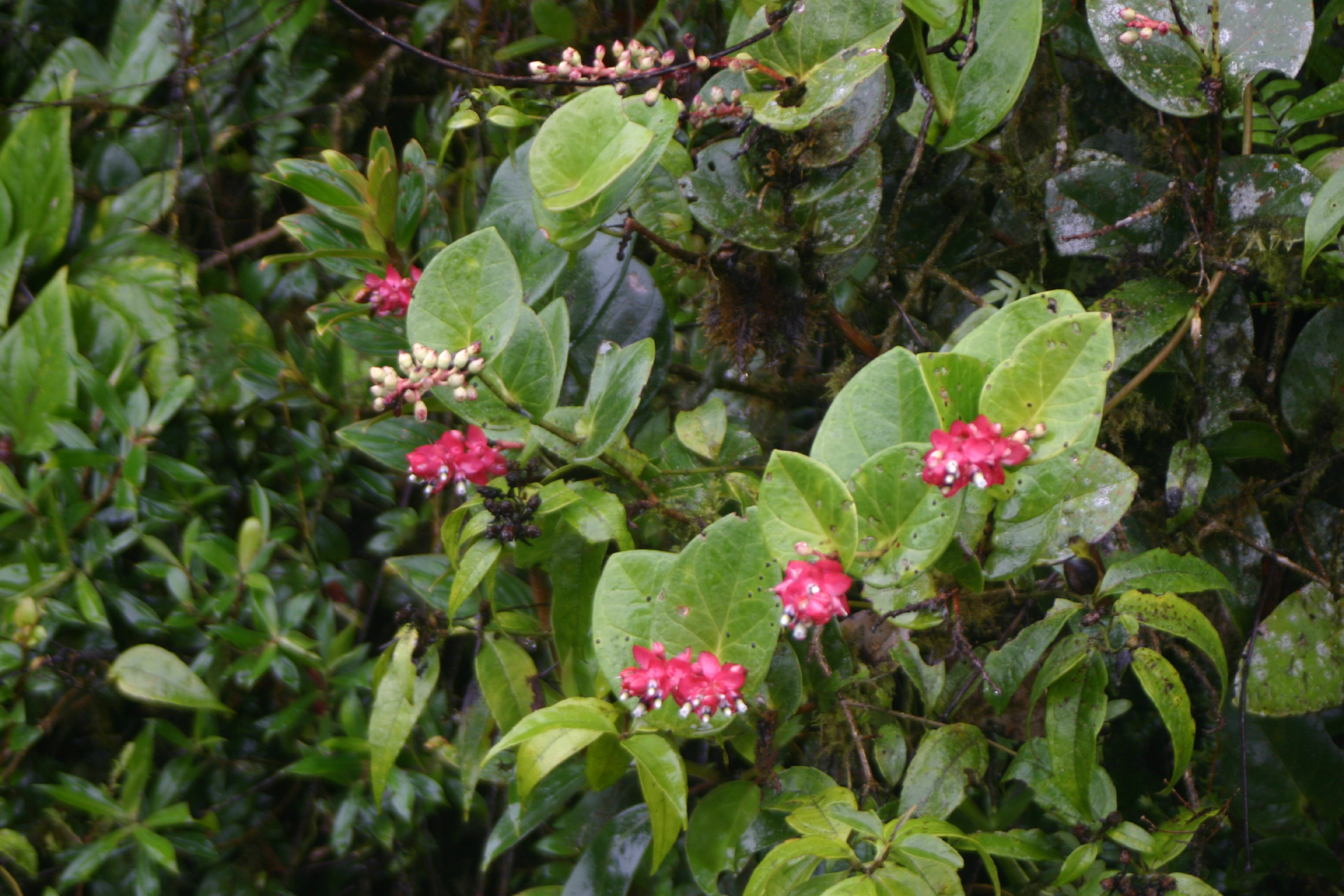